# 임환수
임환수(林煥守, 1962년 ~ , 경북 의성)는 대한민국 세무 공무원이다. 제21대 국세청장을 지냈다.

## 학력
- 대구고등학교
- 서울대학교 정치학 학사
- 서울대학교 행정대학원 석사 수료

## 경력
- 제28회 행정고시
- 서울지방국세청 조사1국 조세3과 과장
- 서울지방국세청 국제조세국 조세2과 과장
- 서울지방국세청 조사3국 조세3과 과장
- 서울지방국세청 조사2국 조세2과 과장
- 고양세무서장
- 서울지방국세청 조사4국 조세2과 과장
- 국세청장 정책조정담당관
- 국세청장 비서관
- 국세청 혁신기획관
- 서울지방국세청 납세자보호담당관
- 중부지방국세청 조사1국장
- 서울지방국세청 국제거래조사국장
- 서울지방국세청 조사2국장
- 서울지방국세청 조사1국장
- 2010.06 서울지방국세청 조사4국장
- 2011 국세청 조사국장
- 2013.04~2013.08 국세청 법인세납세국장
- 2013.08~2014.08 서울지방국세청장
- 2014.08~2017.06 제21대 국세청장
- 2020.09~ 삼일회계법인 고문
- 2022~ 동아일보사 감사(비상근)
- 2025.03~ SBS 사외이사

| 전임 김덕중 | 제21대 국세청장 2014년 8월 19일 ~ 2017년 6월 28일 | 후임 한승희 |